# تشارلز إيفرز
تشارلز إيفرز (بالإنجليزية: Charles Evers)‏ هو سياسي أمريكي، ولد في 11 سبتمبر 1922 في ديكاتور في الولايات المتحدة. حزبياً، نشط في الحزب الجمهوري. اشتُهر إيفرز بدوره في حركة الحقوق المدنية إلى جانب أخيه الأصغر مدغار إيفرز. وأصبح رئيسًا لتسجيل الناخبين للجمعية الوطنية للنهوض بالملونين (NAACP) في عام 1954. بعد اغتيال أخيه مدغار في عام 1963، تولى إيفرز منصبه كمدير ميداني في NAACP في ولاية ميسيسيبي. بصفته مديرًا ميدانيًا، نظم إيفرز وقاد العديد من المظاهرات التي تطالب بحقوق الأمريكيين الأفارقة.
في عام 1969، منحته NAACP لقب «رجل العام». وفي 3 يونيو 1969، انتُخب إيفرز في فايت، ميسيسيبي، كأول عمدة أمريكي من أصل أفريقي لمدينة ثنائية العرق تابعة للولاية في فترة ما بعد إعادة الإعمار، وذلك بعد إقرار قانون حق التصويت لعام 1965 الذي فرض الحقوق الدستورية للمواطنين. (دُمجت مدينة موند بايو في عام 1898 كبلدية للزنوج فقط وتزعّمها رؤساء البلديات السود وأعضاء المجالس طوال القرن العشرين؛ إذ انتُخب المنافس إيرل لوكاس لمنصب عمدة موند بايو، بعد انتصاره على العمدة السابق ويسلي ليدل في نفس اليوم الذي انتُخب فيه إيفرز في فايت).
في فترة انتخاب إيفرز لمنصب العمدة، كان عدد سكان مدينة فايت 1600 نسمة، منهم 75٪ أمريكيين من أصل أفريقي ونحو 25٪ من البيض؛ ووفقًا لوكالة أسوشيتيد برس «استقال الضباط البيض في شرطة مدينة فايت بدلاً من العمل تحت إدارة السود». وقال إيفرز للصحفيين: «أعتقد أنه سيتعين علينا العمل مع قسم شرطة أسود بالكامل في الوقت الحالي. لكنني ما زلت أبحث عن بعض البيض للانضمام إلينا في سعينا لإنماء فايت». حظر إيفرز في ذلك الوقت حمل الأسلحة النارية داخل حدود المدينة.
ترشّح لمنصب الحاكم في عام 1971 ولمقعد في مجلس الشيوخ الأمريكي في عام 1978 دون أن ينجح، وكان في كلاهما مرشحًا مستقلًا. في عام 1989، فشل إيفرز في إعادة انتخابه بعد أن قضى ستة عشر عامًا في منصب العمدة.

## النشأة وتعليمه
وُلد إيفرز في ديكاتور في مقاطعة نيوتن في شرق وسط ولاية ميسيسيبي، وتربّى على يد والدين مسيحيين متدينين، هما جيسي (رايت) وجيمس إيفرز. كان لديه شقيق أصغر مقرّبٌ منه اسمه مدغار. التحقا بالمدارس العامة المنفصلة التي عانت من نقص التمويل في ميسيسيبي بعد استبعاد الأمريكيين من أصل أفريقي من النظام السياسي من خلال حرمانهم من حق التصويت بعد عام 1890. تخرّج إيفرز من جامعة ولاية ألكورن في لورمان، ميسيسيبي.

## حياته المهنية
خلال الحرب العالمية الثانية، خدم كل من تشارلز ومدغار إيفرز في جيش الولايات المتحدة. وقع تشارلز في حب امرأة فلبينية بينما كان يتمركز في الخارج. ولكنه لم يستطع الزواج منها وإحضارها إلى مسقط رأسه في ولاية مسيسيبي لأن دستور الولاية حظر الزيجات بين الأعراق.
قبل الحرب وبعدها، شارك إيفرز في عمليات تهريب الخمور والدعارة والقمار في ميسيسيبي وشيكاغو. كشف إيفرز هذا الجزء من ماضيه في عام 1971 قبل حملته لمنصب الحاكم. وقال إنه لم يفخر يومًا بماضيه، لكنه كان فخورًا بتغيير حياته وترك مثل هذه الأنشطة الإجرامية وراءه.

### نشاطه في مجال الحقوق المدنية
أصبح الأخوان تشارلز ومدغار إيفرز مهتمين بحركات التحرر الأفريقية في ولاية ميسيسيبي نحو عام 1951. كانا مهتمين بجومو كينياتا وتصاعد مقاومة قبائل الكيكويو ضد الحكم الاستعماري في كينيا، والمعروفة باسم انتفاضة ماو ماو عند اندلاع أعمال العنف. إلى جانب شقيقه، أصبح تشارلز ناشطًا في المجلس الإقليمي لقيادة الزنوج (RCNL)، وهي منظمة الحقوق المدنية التي عززت المساعدة الذاتية وملكية الأعمال. بين عامي 1952 و1955، تحدث إيفرز في العديد من المؤتمرات السنوية لـ RCNL في موند بايو -وهي مدينة أسسها المعتوقون- عن قضايا مثل حقوق التصويت.
في عام 1956 تقريبًا، وقع إيفرز في ورطة في فيلادلفيا، ميسيسيبي بسبب هباته لريادة الأعمال ونشاطه في مجال الحقوق المدنية. فغادر المدينة وانتقل إلى شيكاغو، إلينوي. وهناك، عاش حياة صاخبة وأدار ألعاب القمار والجريمة المنظمة والمومسات. استمر شقيقه مدغار في المشاركة في مجال الحقوق المدنية، حيث أصبح أمينًا ميدانيًا ورئيسًا لـ NAACP في ميسيسيبي.
قام بايرون دي لا بيكويث -أحد أعضاء كو كلوكس كلان- بإطلاق رصاصة قاتلة على شقيق إيفرز، مدغار، لدى عودته إلى المنزل من العمل في ميسيسيبي في 12 يونيو 1963. فارق مدغار الحياة في المستشفى في جاكسون. كان إيفرز يعمل في شيكاغو عند مقتل مدغار وأصيب بالصدمة والغضب العارم لاغتيال شقيقه. على الرغم من معارضة معظم الشخصيات المؤسِّسة في الجمعية الوطنية للنهوض بالملونين (NAACP) مثل روي ويلكينز، تولى إيفرز منصب أخيه كرئيس لـ NAACP في ميسيسيبي.

### عمدة فايت
انتُخب إيفرز عمدة لفايت، ميسيسيبي في عام 1969، وذلك بعد إقرار قانون حق التصويت الفيدرالي لعام 1965 الذي خوّل الإنفاذ الفيدرالي لحق التصويت. كان أول عمدة أمريكي من أصل أفريقي يُنتخب في ولايته منذ إعادة الإعمار. لكون فايت منطقة ريفية تهيمن عليها مزارع القطن، كانت غالبية السكان فيها من السود. وكان مجتمع الأقلية البيضاء فيها معروفًا بمعاداته للسود.
استحوذ انتخاب إيفرز لمنصب العمدة على أهمية رمزية كبيرة على مستوى الولاية ولفت الانتباه الوطني. منحته NAACP لقب رجل العام 1969. وذكر المؤلف جون أبدايك إيفرز في روايته الشعبية "Rabbit Redux)1971)". روّج إيفرز لشعار «الأيدي التي جنت القطن يمكنها الآن أن تختار العمدة».
شغل إيفرز منصب عمدة فايت لعدة ولايات. نال إعجاب البعض، وعزل آخرين لمواقفه غير المرنة في مختلف القضايا. لم يرغب إيفرز في مشاركة السلطة أو تفويضها. خسر إيفرز الانتخابات الديمقراطية التمهيدية لمنصب العمدة عام 1981 أمام كيني ميدلتون. بعد أربع سنوات، هزم إيفرز ميدلتون في الانتخابات التمهيدية واستعاد منصب رئيس البلدية. في عام 1989، خسر إيفرز الترشيح مرة أخرى لمنافسه السياسي كيني ميدلتون. في رده على الهزيمة، تقبّل إيفرز خسارته مشيرًا إلى أنه كان متعبًا: «عشرون عامًا كافية بالنسبة إلي. لقد تعبت من كوني في المقدمة. وسأفسح المجال لشخص آخر».

### التأثير السياسي
أيّد إيفرز رونالد ريغان لرئاسة الولايات المتحدة خلال انتخابات الرئاسة الأمريكية عام 1980. أثار إيفرز في وقت لاحق الجدل لدعمه المرشح القضائي تشارلز و. بيكرينغ الجمهوري الذي رشحه الرئيس جورج بوش الأب لشغل مقعد في محكمة الاستئناف الأمريكية. انتقد إيفرز NAACP وغيرها من المنظمات لمعارضتها بيكرينغ، وقال إن المرشح لديه سجل في دعم حركة الحقوق المدنية في ولاية مسيسيبي.
كان إيفرز صديقًا لأشخاص كثر ابتداء بالمزارعين وصعودًا إلى الرؤساء. كان مستشارًا غير رسمي لطائفة متنوعة من السياسيين من أمثال ليندون ب. جونسون وجورج س. والاس ورونالد ريغان وروبرت ف. كينيدي. من ناحية أخرى، انتقد إيفرز بشدة القادة الوطنيين مثل روي ويلكينز وستوكلي كارمايكل وراب براون ولويس فاراخان بشأن قضايا مختلفة.
في السنوات الأخيرة، كان إيفرز عضوًا في الحزب الجمهوري. وفي عام 2009، تحدث بحرارة عن تقلّد باراك أوباما منصب رئاسة الولايات المتحدة بصفته أول رئيس أسود في تاريخها. في عام 2016، عاد إيفرز إلى الحزب الجمهوري لدعم دونالد ترامب للترشح للرئاسة.

### الحملات الانتخابية
في عام 1968، استخدم إيفرز حراسًا مسلحين ومتطوعين لحماية مقر إقامته في جاكسون خلال الحملة التي تنافس فيها مع ستة مرشحين بيض لمقعد الكونغرس الشاغر والذي أصبح مفتوحًا عندما انتُخب جون بيل ويليامز حاكمًا. في عام 1971، خاض إيفرز الانتخابات العامة للحكم، لكن هزمه الديمقراطي وليام «بيل» والر، 601222 (77%) مقابل 172762 (22.1%). لاحق والر قضية قتل المشتبه به بايرون دي لا بيكويث. عندما ألقى والر خطاب النصر في ليلة الانتخابات، توجه إيفرز عبر المدينة إلى محطة تلفزيونية محلية لتهنئته. كتب مراسل في وقت لاحق:
علم مساعدو والر أن إيفرز كان في المبنى وحاولوا تسريع خروج الحاكم المنتخب من الأستوديو حالما انتهت المقابلة. لم يكونوا سريعين بما يكفي، اقترب إيفرز من سيارة والر المحاطة بالمصورين والصحفيين وطواقم التلفزيون عندما كانت على وشك الانطلاق. كان والر وزوجته يجلسان في المقعد الخلفي. قال إيفرز: «أردت فقط أن أهنئك». «ماذا تقول يا تشارلي؟» صاح والر. وانحنت زوجته بابتسامة قاسية وصافحت يد المرشّح الخاسر. خلال الحملة، أخبر إيفرز المراسلين أن هدفه الرئيسي في الترشح هو تشجيع تسجيل الناخبين السود.
في عام 1978، ترشح إيفرز بصفته مستقلًا لمقعد في مجلس الشيوخ الأمريكي الذي أخلاه الديمقراطي جيمس أو. إيستلاند. انتهى به المطاف في المركز الثالث خلف خصميه، الديمقراطي موريس دانتين والجمهوري ثاد كوكران. حصل إيفرز على 24 في المئة من الأصوات، ومن المرجح أنه حصد أصوات الأميركيين الأفريقيين التي كانت لتذهب إلى دانتين لولاه. فاز كوكران في الانتخابات بأكثرية بلغت 45 في المئة من الأصوات. مع تحوّل الناخبين البيض إلى الحزب الجمهوري في الولاية (وبقية من هم في الجنوب)، أُعيد انتخاب كوكران باستمرار لمقعده في مجلس الشيوخ. بعد فشل إيفرز في سباق مجلس الشيوخ، بدّل الأحزاب السياسية خلال فترة وجيزة وأصبح جمهوريًا.
في عام 1983، ترشح إيفرز بصفته مستقلًا لمنصب حاكم ميسيسيبي ولكنه خسر أمام الديمقراطي بيل ألين. وحصل الجمهوري ليون برامليت من كلاركسديل -والمعروف أيضًا كلاعب كرة قدم في الجامعة- على المركز الثاني بنسبة 39 في المئة من الأصوات.

### الكتب
كتب إيفرز سيرتين ذاتيتين أو مذكرتين: «إيفرز» (1971)، التي كُتبت مع غريس هالسل ونشرت ذاتيًا؛ و«لا تخشَ شيئًا»، التي كُتبت مع أندرو زانتون ونشرها جون وايلي وأولاده (1997).

## الحياة الشخصية
تزوج إيفرز لفترة قصيرة من كريستين إيفرز  إلى أن فُسخ زواجهما. في عام 1951، تزوج إيفرز من ناني لوري وانتقلا إلى فيلادلفيا، ميسيسيبي. تقدم الزوجان بطلب للطلاق في يونيو 1974. رُزق إيفرز بثلاث فتيات وهن: تشارلين وبات وكارولين. وهو يعيش الآن في جاكسون، ميسيسيبي. يشغل حاليًا منصب مدير محطة إذاعة WMPR 90.1 FM في جاكسون، ميسيسيبي. في عام 2017 أُدرج اسمه في قاعة مشاهير ريذم & بلوز.